# Marcq (vattendrag)
Marcq är ett vattendrag i Belgien. Det ligger i den centrala delen av landet, 40 km väster om huvudstaden Bryssel.
Trakten runt Marcq består till största delen av jordbruksmark. Runt Marcq är det ganska tätbefolkat, med 116 invånare per kvadratkilometer.